# Đồng(I) iodide
Đồng(I) iodide là hợp chất vô cơ, có công thức hóa học là CuI. Nó có ứng dụng trong nhiều việc khác nhau như để tổng hợp hữu cơ.
Đồng(I) iodide có màu trắng, khi được tìm thấy trong tự nhiên nó là chất khoáng thô hiếm, màu nâu đỏ, nhưng màu đó là do bị pha trộn lẫn tạp chất. Thường các hợp chất có chứa iodide bị đổi màu do sự oxy hóa iodide đối với phân tử iod.

## Cấu trúc
Đồng(I) iodide, giống như hầu hết halide kim loại khác, là một polyme vô cơ. Nó tồn tại dưới nhiều dạng tinh thể. Nó có cấu trúc pha trộn kẽm dưới 390 ℃ (γ-CuI), cấu trúc wurtzit giữa 390 và 440 ℃ (β-CuI), và cấu trúc muối đá trên 440 ℃ (α-CuI). Các ion được phối hợp tứ diện khi ở dạng blend kẽm hoặc cấu trúc wurtzit, với khoảng cách Cu-I là 2,338 Å. Đồng(I) bromide và đồng(I) chloride cũng chuyển đổi từ cấu trúc blende kẽm sang cấu trúc wurtzit ở 405 và 435 ℃, tương ứng. Do đó, chiều dài liên kết đồng-halide càng dài, nhiệt độ cần để thay đổi cấu trúc từ cấu trúc pha trộn kẽm đến cấu trúc wurtzit càng thấp. Khoảng cách liên kết trong đồng(I) bromide và đồng(I) chloride tương ứng là 2,173 và 2,051 Å.
|       |       |       |
| γ-CuI | β-CuI | α-CuI |

## Điều chế
Đồng(I) iodide có thể được điều chế bằng cách đốt nóng iod và đồng trong HI. Tuy nhiên, trong phòng thí nghiệm, đồng(I) iodide được điều chế bằng cách trộn một dung dịch nước của natri hoặc kali iodide và một muối đồng(II) tan như đồng(II) sunfat.
Cu2+ + 2I− → CuI2
CuI2 ngay lập tức phân hủy tạo thành CuI và giải phóng I2:
2CuI2 → 2CuI + I2

## Tính chất
CuI có thể hòa tan trong acetonitrile.

## Sử dụng
- CuI được sử dụng làm chất thử trong tổng hợp hữu cơ. Kết hợp với các hợp chất diamin 1,2 hoặc 1,3, CuI xúc tác chuyển hóa aryl-, heteroaryl-, và vinyl-bromide thành các iodid tương ứng.
- CuI được sử dụng như là một nguồn iod ăn kiêng trong muối ăn và thức ăn chăn nuôi[6].
- Các đặc tính cấu trúc của CuI cho phép CuI ổn định nhiệt trong nylon trong ngành công nghiệp thảm thương mại và nhà ở, các phụ kiện động cơ ô tô và các thị trường khác, nơi cần yếu tố độ bền và trọng lượng.
- CuI được sử dụng trong việc phát hiện thủy ngân. Khi tiếp xúc với hơi nước thủy ngân, hợp chất trắng ban đầu thay đổi màu sắc để tạo thành đồng tetraiodomercurat, có màu nâu.
- CuI được sử dụng trong việc thiết kế và tổng hợp các cụm Cu(I)[7], đó là hợp chất phức tạp polymetal.
- CuI được dùng để thay đổi lượng mưa hoặc cấu trúc của chúng bằng cách phân tán các chất vào khí quyển làm tăng khả năng nước tạo thành các giọt nhỏ hoặc tinh thể.

## Hợp chất khác
CuI còn tạo một số hợp chất với NH3, như:
- CuI·3NH3 – chất rắn lục nhạt;
- 2CuI·3NH3 – chất rắn nâu đen.

Hợp chất CuI·3NH3 tồn tại dưới trạng thái đime.
CuI còn tạo một số hợp chất với CS(NH2)2, như CuI·CS(NH2)2 là tinh thể trắng hay CuI·3CS(NH2)2 là tinh thể lục phương trong suốt giống nước, bị phân hủy bởi nước.